# Carex tetrastachya
Carex tetrastachya är en halvgräsart som beskrevs av Scheele. Carex tetrastachya ingår i släktet starrar, och familjen halvgräs. Inga underarter finns listade i Catalogue of Life.